# دستگاه لنفاوی
دستگاه لنفاوی یا دستگاه تنابه‌ای در مهره‌داران وجود دارد و از لوله‌های لنفاوی و گره‌های لنفی مثل طحال و لوزه‌ها تشکیل شده‌است. در انسان این دستگاه در سیستم ایمنی بدن، جذب و انتقال چربی و جذب آب میان بافتی کارکرد دارد.

## رگ‌های لنفی آوران
مویرگ‌های لنفی همواره به داخل رگ‌های لنفی بزرگتر تخلیه می‌شوند. این رگ‌های لنفی، دریچه‌هایی برای اطمینان از جاری شدن یک طرفهٔ مایع لنفی به خارج از بافت‌ها و به اطراف گره‌های لنفی دارند، و از این نظر مانند سیاه رگ‌ها عمل می‌کنند. امّا مویرگ‌ها دریچه‌های بیشتر و نیز دیواره‌های نازک تری دارند. چون رگ‌های لنفی ممکن است باکتری‌ها را از محل بافت عفونی زه کشی کنند، احتمال دارد گاهی در مسیر رگ لنفی خطی از التهاب را ببینیم. این ویژگی کلینیکی اساسی است و ممکن است نشاندهندهٔ پخش عفونت باشد.

## رگ‌های لنفی وابران
رگ‌هایی که آب میان بافتی را از گره‌های لنفی به جاهای دیگر حمل می‌کنند، وابران نامیده می‌شود. از آن جایی که آب میان بافتی با عبور از گرهٔ لنفی تصفیه می‌شود، دایماً استریل است. رگ‌های لنفی وابران به هم می‌پیوندند تا رگ‌های تخلیه کنندهٔ بزرگ‌تر که تنه‌ها نامیده می‌شوند را به وجود آورند. تنه‌ها از طرف راست قفسهٔ سینه، بازوی راست و قسمت راست گردن به یکدیگر ملحق می‌شوند و مجرای لنفاوی راست را تشکیل می‌دهند و محتویات خود را به سیاه رگ زیر ترقوهٔ راست که دقیقاً زیر ترقوه قرار دارد، تخلیّه می‌کنند.

## گره‌های لنفی
غده‌های لنفاوی یا گره‌های لنفاوی اندام بیضی‌شکل در دستگاه ایمنی بدن هستند که دارای مایع لنف می‌باشند. غدد لنفاوی شامل لنفوسیت‌های B, T و سایر سلول‌های ایمنی است. این گره‌ها به‌طور گسترده‌ای در سراسر بدن از جمله زیر بغل و معده و مرتبط با رگ‌های لنف پخش شده‌اند. گره‌های لنفی در سراسر بدن وجود دارند ولی بیشتر در زیر بغل و کشالهٔ ران جا گرفته‌اند. هم چنین شمار زیادی از گره‌های لنفی داخلی در قفسهٔ سینه و شکم وجود دارند.

## نگارخانه

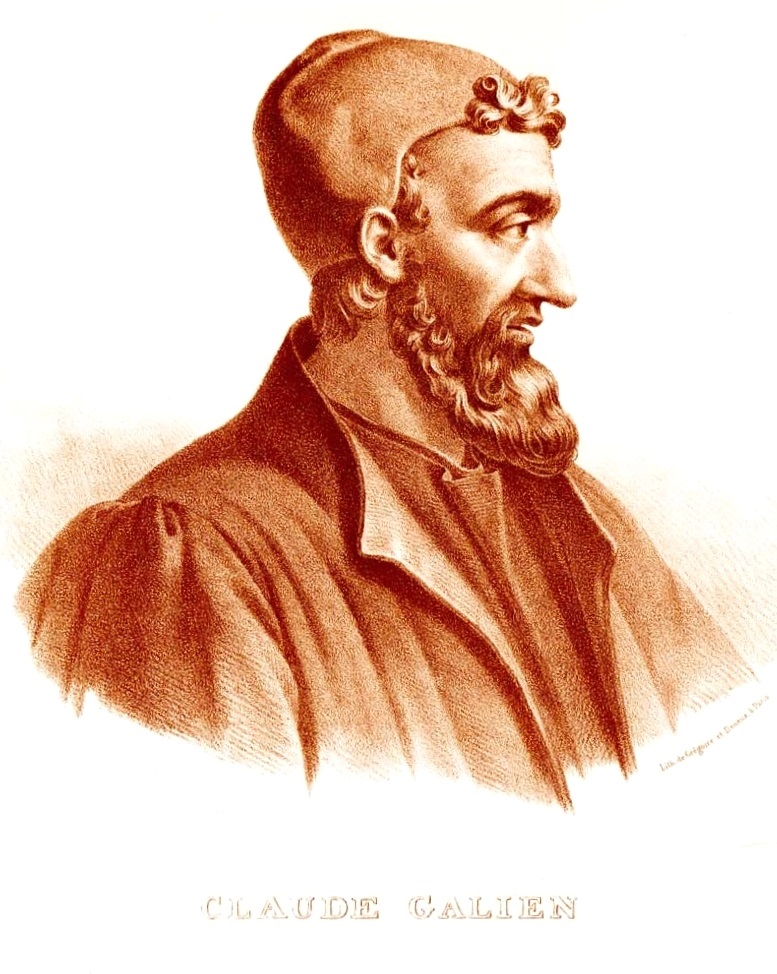
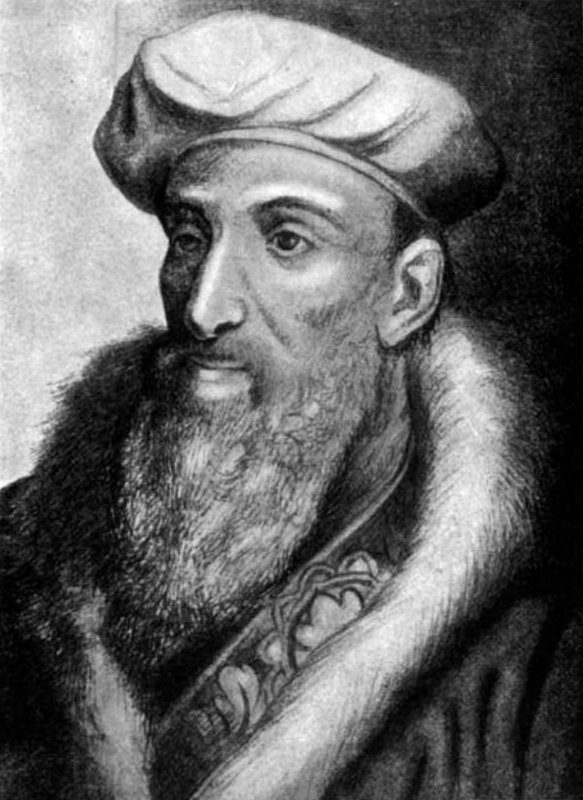
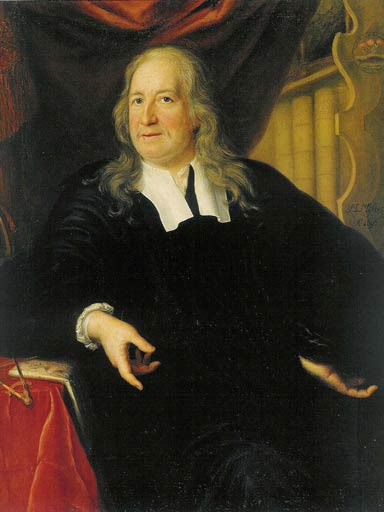
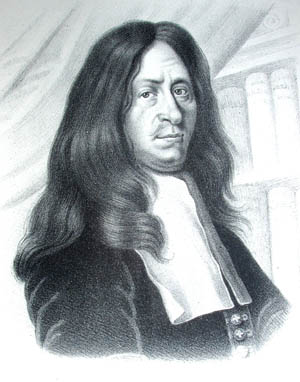